# Le Barroux
Le Barroux település Franciaországban, Vaucluse megyében. Lakosainak száma 663 fő (2022. január 1.). Le Barroux Caromb, Malaucène, La Roque-Alric, Saint-Hippolyte-le-Graveyron és Suzette községekkel határos.

## Népesség
A település népességének változása:
| Lakosok száma | 682  | 650  | 683  | 629  | 638  | 639  | 653  | 658  | 663  |
|               | 2013 | 2015 | 2016 | 2017 | 2018 | 2019 | 2020 | 2021 | 2022 |